# Liste schwedischer Komponisten klassischer Musik
Diese Liste zählt bekannte schwedische Komponistinnen und Komponisten klassischer Musik auf.

## A
- Arvid August Afzelius (1785–1871)
- Jacob Niclas Ahlström (1805–1857)
- Olof Åhlström (1756–1835)
- Erik Åkerberg (1860–1938)
- Hugo Alfvén (1872–1960)
- Carl Jonas Love Almqvist (1793–1866)
- Gunnar Ahlberg (1942–2015)
- Claude Loyola Allgén (1920–1990)
- B. Tommy Andersson (* 1964)
- Knell Andersson (* 1937)
- Magnus F. Andersson (* 1953)
- Elfrida Andrée (1841–1929)
- Ellen Arkbro (* 1990)
- Kurt Atterberg (1887–1974)
- Laura Valborg Aulin (1860–1928)
- Tor Aulin (1866–1914)

## B
- Sven-Erik Bäck (1919–1994)
- Carin Bartosch (* 1967)
- Bror Beckman (1866–1929)
- Carl Michael Bellman (1740–1795)
- Gustaf Bengtsson (1886–1965)
- Peter Bengtson (* 1961)
- Carl Berg (1879–1957)
- Franz Berwald (1796–1868)
- Johan Fredrik Berwald (1787–1861)
- Per Björklund
- Rune Björkman (1923–1976)
- Erik Blomberg (1922–2006)
- Karl-Birger Blomdahl (1916–1968)
- Laci Boldemann (1921–1969)
- Per Conrad Boman (1804–1861)
- Gunnar Bucht (* 1927)
- Daniel Börtz (* 1943)
- Oscar Byström (1821–1909)

## C
- Carl Christiansen (1890–1947)

## D
- Ulf Dageby (* 1944)
- Hans-Erik Dahlgren (1954–2012)
- Palle Dahlstedt (* 1971)
- Christer Danielsson (1942–1989)
- Csaba Deak (1932–2018)
- Johannes Degen (1910–1989)
- Apostolos Dimitrakopoulos (* 1955)
- Carl Axel Dominique (* 1939)

## E
- Sixten Eckerberg (1909–1991)
- Joachim Nicolas Eggert (1779–1813)
- Hans Eklund (1927–1999)
- Gunnar Ek (1900–1981)
- Hans Ek (* 1964)
- Anders Eliasson (1947–2013)
- Anders Emilsson (* 1963)
- Torbjörn Engström (* 1963)
- Bobbie Ericson (1925–1999)
- Eberhard Eyser (1932–2024)

## F
- Örjan Fahlström (* 1953)
- Dror Feiler (* 1951)
- John Fernström (1897–1961)
- Lars-Åke Franke-Blom (* 1941)
- Olof Franzén (* 1946)
- Otto Freudenthal (1934–2015)
- Ruben Fridolfson (1933–1997)
- Gunnar de Frumerie (1908–1987)

## G
- Hans Gefors (* 1952)
- Werner Wolf Glaser (1913–2006)
- Johnny Grandert (1939–2019)
- Ebbe Grims-land (1915–2015)
- Olof Gullberg (1931–2016)
- Lars Gullin (1928–1976)

## H
- Gustav Hägg (1867–1925)
- Fredrik Hagstedt (* 1975)
- Carl-Axel Hall (* 1947)
- Bengt Hallberg (1932–2013)
- Eyvind Hallnäs (* 1937)
- Bengt Hambraeus (1928–2000)
- Johan Hammerth (* 1953)
- Peter Hansen (* 1958)
- Kim Hedås (* 1965)
- Lennart Hedwall (* 1932)
- Olov Helge (* 1950)
- Anders Hilborg (* 1954)
- Jan Lennart Höglund (* 1935)
- John Hult (1899–1987)
- Torbjörn Hultmark (* 1957)
- Anders Hultqvist (* 1955)

## J
- Julius Jacobsen (1915–1990)
- Johan Jeverud (* 1962)
- Sven-Eric Johanson (1919–1997)
- Stefan Johnsson (* 1959)
- Josef Jonsson (1887–1969)
- Reine Jönsson (* 1969)

## K
- Max Käck (1951)
- Edvin Kallstenius (1881–1967)
- Ingvar Karkoff (* 1958)
- Jonas Klingborg (* 1977)
- Erland von Koch (1910–2009)
- Sigurd von Koch (1879–1919)
- Vladimir Kovar (1947–1997)

## L
- Håkan Larsson (1959–2012)
- Lars-Erik Larsson (1908–1986)
- Martin Q. Larsson (* 1968)
- Mats Larsson Gothe (* 1965)
- Ingvar Lidholm (1921–2017)
- Christian Lindberg (* 1958)
- Oskar Lindberg (1887–1955)
- Adolf Fredrik Lindblad (1801–1878)
- Rune Lindblad (1923–1991)
- Bo Linde (1933–1970)
- Olof Lindgren (1934–2018)
- Albert Löfgren (1872–1930)
- Kjell Lundberg (* 1922)
- Gunnar Lundén-Welden (1914–1988)
- Bengt Lundin (* 1945)
- Dag Lundin (* 1943)
- Morgan Lundin (1926–2002)
- Per Lundkvist (1916–1999)
- Torbjörn Iwan Lundquist (1920–2000)

## M
- Paula af Malmborg-Ward (* 1962)
- Cristian Marina (* 1965)
- Miklós Maros (* 1943)
- Rolf Martinsson (* 1956)
- Gunnar Medberg (1927–1989)
- Friedrich Mehler (1896–1981)
- Bangt Mellberg (* 1920)
- Arne Mellnäs (1933–2002)
- Jan W. Morthenson (1940–2024)

## N
- Ray Naessén (1950–2004)
- Siegfried Naumann (1919–2001)
- Bo Nilsson (1937–2018)
- Gösta Nilsson (1925–2008)
- Kenth Nilsson (* 1950)
- Allan Nissilä (* 1942)
- Ludvig Norman (1831–1885)

## O
- Staffan Odenhall (* 1952)
- Ulf Öhlund (* 1948)
- Per August Ölander (1824–1886)
- Kent Olofsson (* 1962)
- Sture Olsson (1919–1987)
- Sven Olof Olsson (* 1939)
- Ulf Österling (* 1939)

## P
- Catharina Palmér (* 1963)
- Moses Pergament (1893–1977)
- Wilhelm Peterson-Berger (1867–1942)
- Allan Pettersson (1911–1980)
- Peter Pontvik (* 1963)

## R
- Folke Rabe (1935–2017)
- Mikael Råberg (* 1959)
- Ture Rangström (1884–1947)
- Karin Rehnqvist (* 1957)
- Jukka Rekola (* 1948)
- Georg Riedel (1934–2024)
- Stig Robertsson (* 1940)
- Johan Helmich Roman (1694–1758)
- Hilding Rosenberg (1892–1985)
- Bo Rydberg (* 1960)
- Sam Rydberg (1885–1956)
- Hans Rytterkvist (1926–1998)

## S
- Stellan Sagvik (* 1952)
- Lars Sandberg (* 1955)
- Jan Sandström (* 1954)
- Sven-David Sandström (1942–2019)
- Sven Sevius (* 1928)
- Thomas Sillrén (* 1949)
- Pavol Šimai (1930–2020)
- Patric Simmerud (* 1963)
- Fredrik Sixten (* 1962)
- Birger Sjöberg (1885–1929)
- Heimer Sjöblom (1910–2001)
- Emil Sjögren (1853–1918)
- Lars Sjösten (1941–2011)
- Ylva Skog (* 1963)
- Erland Skoglund (1915–2004)
- Yngve Sköld (1899–1992)
- Suska Smoliansky (1894–1972)
- Hans Söderberg (* 1937)
- August Söderman (1832–1876)
- Wilhelm Stenhammar (1871–1927)
- Lisa Streich (* 1985)
- Henrik Strindberg (* 1954)
- Robert Sund (1942)
- Harald Sventelius (1902–1996)
- Waldemar Swiergiel (* 1953)

## T
- Evert Taube (1890–1976)
- Eje Thelin (1938–1990)
- Håkan Theorin (* 1959)
- Toomas Tuulse (* 1946)
- Nils Tykesson (* 1957)

## V
- Jonas Valfridsson (* 1980)
- Gunnar Valkare (1943–2019)

## W
- Rune Wahlberg (1910–1999)
- Sven-Olof Walldoff (1929–2011)
- Peter Wallin (* 1964)
- Karl-Erik Welin (1934–1992)
- Lennart Wenström-Lekare (1924–2011)
- Lars Johan Werle (1926–2001)
- Anders Wesström (1720/21–1781)
- Conny Westerberg (* 1945)
- Adolf Wiklund (1879–1950)
- Tomas Winter (1954)
- Dag Wirén (1905–1986)

## Y
- Jan Yngve (* 1953)

## Z
- Ferdinand Zellbell (der Ältere) (1689–1765)
- Ferdinand Zellbell (der Jüngere) (1719–1780)
- Tommy Zwedberg (1946–2021)